# UIQ
UIQ (User Interface Quartz) — программная платформа на основе Symbian OS, разработанная компанией UIQ Technology. В основном это слой графического пользовательского интерфейса, который обеспечивает дополнительные компоненты ядра ОС для разработки многофункциональных телефонов, открытых для расширения возможностей с помощью сторонних приложений.
Платформа в основном ориентирована на использование сенсорного экрана.
Приложения могут быть написаны на C++ с использованием Symbian/UIQ SDK. Все телефоны, ориентированные на UIQ (2.x и 3.x), также поддерживают Java-приложения.
В начале 2009 года компания UIQ Technology была ликвидирована, все наработки были переданы некоммерческой организации Symbian Foundation. Дальнейшего развития UIQ как самостоятельной платформы не планируется..

## Технические характеристики
UIQ-телефоны оснащаются сенсорным экраном с разрешением 208×320 пикселей (UIQ 1.x и 2.x) и 240×320 (UIQ 3.x). В зависимости от телефона, глубина цвета составляет 12 бит (4096 цветов), 16 бит (65536 цветов), или 18 бит (262144 цветов) на некоторых новых телефонах.
UIQ 3.1 является первой версией платформы, предназначенной для моделей без сенсорного экрана, также поддерживает выполнение операций одной рукой и ряд существенных улучшений.
UIQ 3.2 является последней итерацией платформы, которая расширяет Java API, предоставляет более широкие возможности обмена сообщениями, как, например, MMS Postcard, IM Client OMA IMPS 1.2, push E-mail. В новой версии всё ещё используется SDK v3.1.
Наиболее значимыми элементами для разработчиков являются:
- единая модель SDK — разработчики, ориентирующиеся на основные особенности UIQ, могут использовать UIQ SDK для приложений, работающих на любом UIQ 3 устройстве. Расширения для конкретных особенностей устройства (такие, как Wi-Fi и т. д.) можно получить с веб-сайтов производителей телефонов;
- широкая поддержка инструментов — разработчики могут использовать знакомые им инструменты (Carbide, CodeWarrior, Eclipse, NetBeans, Visual Studio). Многие из этих инструментов начинают оказывать поддержку RAD для C++ и Java разработчиков;
- возможно применение в устройствах high-volume mid-range, что существенно увеличивает потенциал клиентской базы.

Новая программная платформа UIQ 3, которая основывается на операционной системе Symbian OS версии 9.3, планировалась обновиться до UIQ 3.3, последней разработки в мире UIQ, но устройства с новой платформой так и не вышли в продажу.
Вот некоторые улучшения в системе UIQ 3.3: удобная работа в Интернет за счет добавления браузера Opera Mobile 9.5 с функциями панорамы и увеличения, виджеты Opera, дающие возможность прямого доступа к содержимому различных сайтов, несколько изменённый интерфейс UIQ, полный набор Java JSR 248 MSA, дающий возможность интегрирования множества приложений.
Разработчики утверждали, что UIQ 3.3 откроет возможности создания совершенно не похожих между собой мобильных телефонов для разных сегментов рынка. Операторы смогут продвигать свои услуги через специальные пункты меню в телефоне, а также через панели виджетов.
В основном, новая ОС планировалась устанавливаться на мобильные телефоны производства Sony Ericsson. Прежде всего, на G702 (Paris) и G902 (BeiBei). В продаже они так и не появились, возможно, из-за того, что на рынке уже находились модели G700 и G900.

## Модели смартфонов

### UIQ 2.x
Sony Ericsson
- Sony Ericsson P800 (UIQ 2.0)
- Sony Ericsson P900 (UIQ 2.1)
- Sony Ericsson P910 (UIQ 2.1)

Motorola
- Motorola A920 (UIQ 2.0)
- Motorola A925 (UIQ 2.0)
- Motorola A1000 (UIQ 2.1)
- Motorola M1000 (UIQ 2.1)

Benq
- Benq P30 (UIQ 2.0)
- Benq P31 (UIQ 2.1)

Nokia
- Nokia 6708 (UIQ 2.1)

Arima
- Arima U300 (UIQ 2.0)
- Arima U308 (UIQ 2.1)

### UIQ 3.x
Sony Ericsson
- серия M
  - Sony Ericsson M600 / Sony Ericsson M600i/M608c (UIQ 3.0)
- серия P
  - Sony Ericsson P1 / Sony Ericsson P1i/P1c (UIQ 3.0)
  - Sony Ericsson P990 / Sony Ericsson P990i/P990c (UIQ 3.0)
  - Sony Ericsson Paris (В сервис-меню определяется как P200) (UIQ 3.3) — отменен
- серия W
  - Sony Ericsson W950 / Sony Ericsson W950i/W958c (UIQ 3.0)
  - Sony Ericsson W960 / Sony Ericsson W960i/W960c (UIQ 3.0)
- серия G
  - Sony Ericsson G700 (UIQ 3.0)
  - Sony Ericsson G900 (UIQ 3.0)
  - Sony Ericsson BeiBei (В сервис-меню определяется как G702) (UIQ 3.3) — отменен

Motorola
- Motorola RIZR Z8 / Motorola Nahpohos Z8 (UIQ 3.1)
- Motorola RIZR Z10 (UIQ 3.2)

## Перспективы развития
В феврале 2007 года компания Sony Ericsson полностью купила платформу UIQ у консорциума Symbian.
В октябре 2007 года стало известно, что компания Motorola выкупила 50 % акций UIQ у Sony Ericsson.
11 ноября 2008 года компания Sony Ericsson прекратила финансирование UIQ Technology, . Компания Motorola также отказалась от поддержки UIQ. В результате в начале января 2009 года компания UIQ была объявлена банкротом. Это событие можно считать последней точкой в развитии платформы UIQ.